# مارسل شوئن
مارسل شوئن (انگلیسی: Marcel Schuhen؛ زادهٔ ۱۳ ژانویهٔ ۱۹۹۳) بازیکن فوتبال اهل آلمان است.
از باشگاه‌هایی که در آن بازی کرده‌است می‌توان به باشگاه فوتبال دارمشتات ۹۸، باشگاه فوتبال هانزا روستوک، و باشگاه فوتبال کلن اشاره کرد.